# Маджар
Маджар, Маджары — золотоордынский город в XIII—XVI веках на Северном Кавказе, находившийся на месте современного Будённовска (бывший город Святой Крест). Центр пересечения транзитных торговых путей из Закавказья в Северное Причерноморье и Поволжье.

## История Маджара

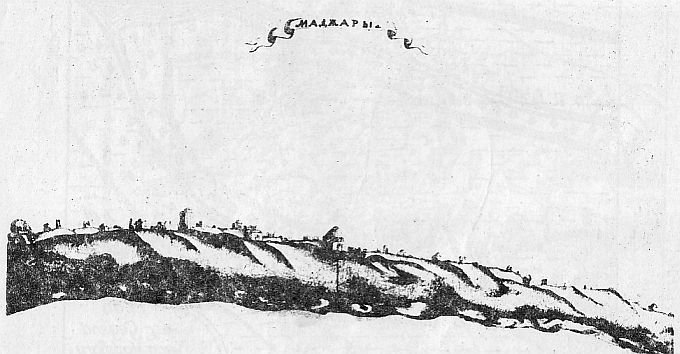
Развалины Маджара в 1742 году (рисунок М.Некрасова)

В «Дербенд-наме» («Истории Дербента»), в историческом сочинении XVII века, Большие и Малые Маджары упоминаются с VIII века как города Хазарского каганата. Однако в синхронных источниках свидетельств об этом нет. Тем не менее, существует теория, что возникновение города действительно относится к хазарскому времени и связано с историей венгров (мадьяр), кочевавших в причерноморских степях. Эту гипотезу пытался проверить венгерский учёный Ян Шарль де Бэсс, посетивший развалины Маджара около 1830 года. В своей книге об этом путешествии он писал: «Вот, наконец Олу, или Большие Маджары. Я обвожу глазами все стороны, я ищу следы этого когда-то большого и великолепного города, но бесполезно: всё исчезло.»
Немецкий ботаник и дендролог Карл-Генрих Кох, побывав на развалинах в 1837 году, предположил, что часть населения покинула Маджар только после прихода татаро-монгольских орд, рассеявшись среди горских кавказских народов. По словам Коха, некоторые кланы дигорцев, балкарцев, чеченцев, урусбиевцев связывают своё происхождение с населением древнего Маджара. В частности, к потомкам маджарского хана возводит своё родословие прославленный дигорский род Бадилатов. Также происхождением из области Маджар связывают себя часть моздокских кумыков (тюмены) и кумыки брагунцы(ЧР).

Легенда о праотце венгров Маджоре была записана Шимоном из Кезы в «Деяниях гуннов и венгров» («Gesta Hunnorum и Hungarorum») около 1283 года. Согласно сказанию, жили некогда возле Меотиды (Азовского моря) два брата — Хунор и Маджор, однажды, охотясь, встретили они жён сыновей Буляра и двух дочерей аланского принца Дулы. Хунор и Маджор начали преследовать девушек и убедили их к замужеству. Таким образом, как гласит легенда, Хунор и одна из дочерей аланского принца стали предками гуннов, в то время как Маджор и вторая дочь аланского принца стали предками венгров. В свою очередь, археолог Э. В. Ртвеладзе на составленной им (в 1974 году) исторической карте Северного Кавказа времён Золотой Орды, отдельно от Большого Маджара обозначил Маджары Верхний и Нижний как аланские города.

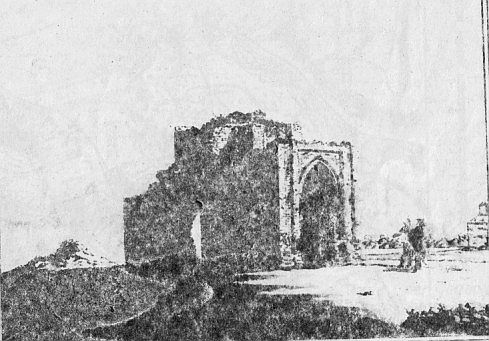
Развалины мавзолея в 1793 году (рисунок П. С. Палласа)

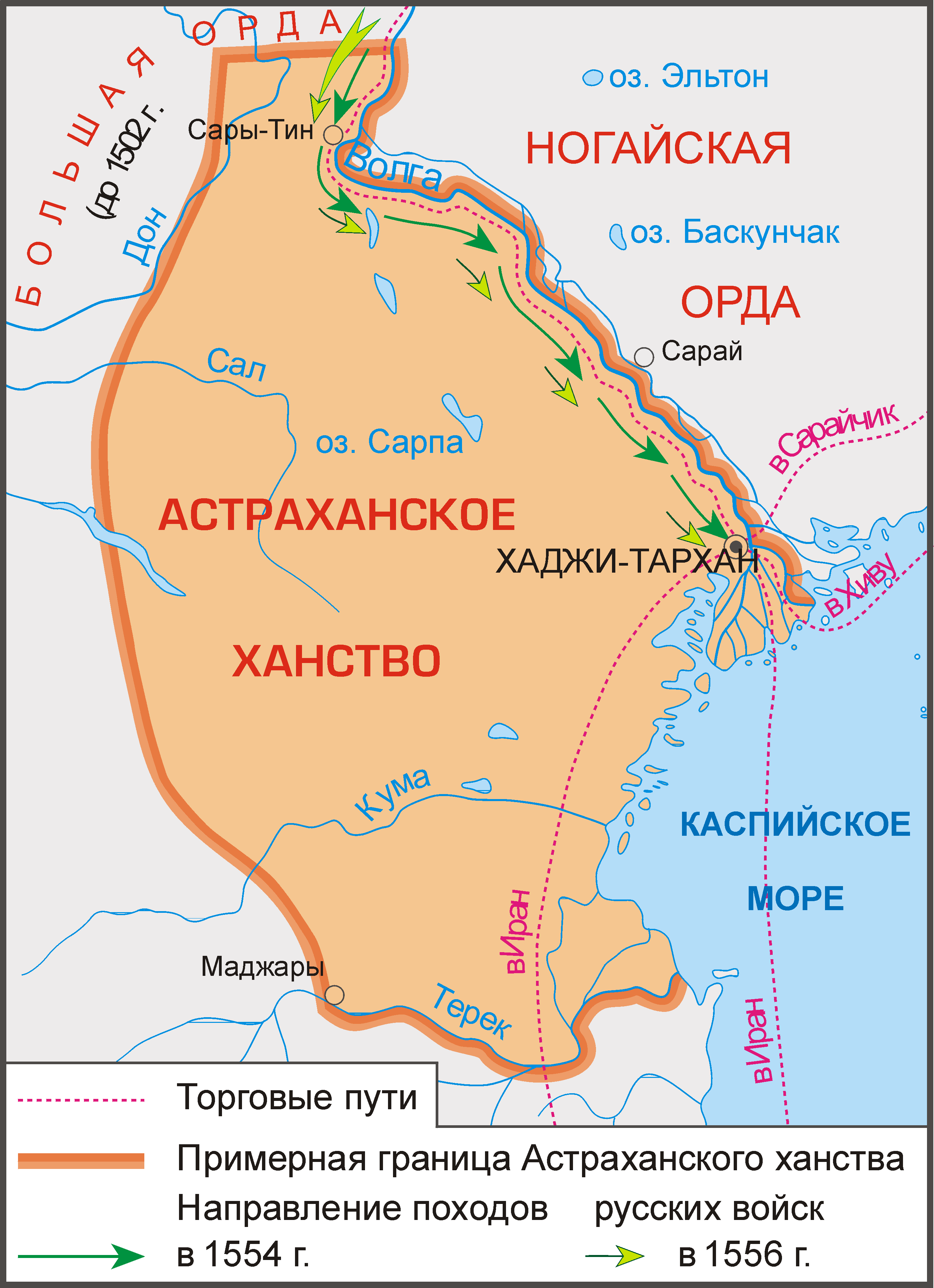
Карта Астраханского ханства (ошибка художника ! — Маджар вместо Кумы помещён на Тереке)

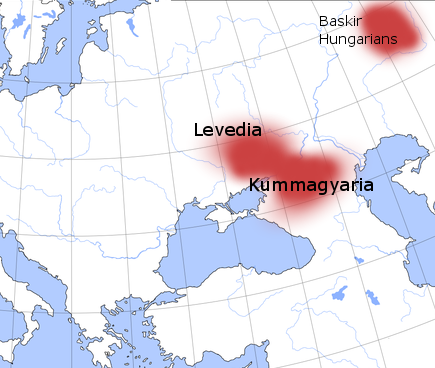
Прикумская Венгрия (Kummagyaria) и другие области расселения венгров с IV по IX века согласно Ласло Бендефи

В период расцвета (XIII—XIV вв) город был крупным ремесленным и торговым центром в составе Золотой Орды, в 1310—1311 имел особый статус, чеканил собственную монету. Население имело смешанный этнический состав: тюрки, русские, аланы, евреи и др. О Маджаре упоминают Абу-ль-Гази-хан (в повествовании на 1282 г.) и Абу-ль-Фида в своей географии (1321 г.).
Найденные археологами на территории Маджарского городища монеты местной чеканки с именем хана Джанибека, свидетельствуют о том, что в период его правления — в 1342—1357 годы — город являлся главной резиденцией хана Золотой Орды. В 1342—1343 гг. в Маджаре для практических нужд ханаки была переписана суфийская энциклопедия «Райхан ал-хакайик» ад-Дарбанди. С убийством Джанибека в 1357 году в Золотой Орде наступает «смутное время» междоусобиц. Первоначально город вошёл в состав владений Кильдибека (1361—1362), а после его смерти, в борьбе с ханом Муридом обособился в самостоятельное владение. Об этом можно судить по медным монетам со своеобразной надчеканкой, не найденным больше нигде, кроме городища Маджар. Об обширности торговых связей города свидетельствует большое количество иноземных монет (в том числе персидские, золотые индийские монеты). Какое-то время город входил во владения темника Мамая. Существует легенда, что именно из Маджара Мамай выступил в свой исторический поход против Руси, который закончился его поражением на Куликовом поле. С 1380 года Маджар переходит во владения соперника Мамая — хана Тохтамыша.
После лёгкой победы войск Тамерлана (Тимура) над Тохтамышем в 1395, город был сильно разрушен. Сам Тамерлан не принимал участия в завоевании Маджара, город был разграблен его военачальником Мираншахом по пути следования войска Мираншаха к устью Дона на соединение с основной армией.
В последующие десятилетия после нашествия Тамерлана, происходит оживление хозяйственной деятельности Маджара, о чём свидетельствуют медные монеты, чеканенные на месте, в подражание медным монетам Тохтамыша.
После распада Золотой Орды, с 1459 года город входил в состав Астраханского ханства. 2 июня 1556 года небольшой отряд казаков вошёл в Астрахань без боя, и ханство прекратило своё существование. С этого времени начинается запустение города.
В последующие века, вплоть до полного разрушения мавзолеев, Маджар посещался окрестным мусульманским населением как священное место захоронения предков.

## Архитектура и быт маджарцев

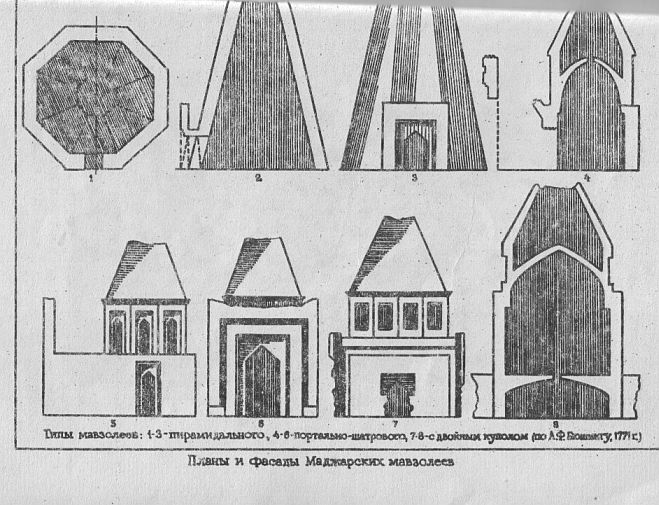
Планы и фасады Маджарских мавзолеев (рисунок М.Некрасова)

В первой половине XIX века ещё существовали многочисленные подземные и отдельные каменные надземные строения, впоследствии разобранные для построек города Святой Крест. Кирпич, называемый местными жителями «мамайским», несмотря на многие истекшие столетия, был не только годен для построек, но и далеко превосходил современный. Каким способом этот народ приготовлял кирпич, неизвестно, при раскопках были найдены остатки древних кирпичных заводов с остатками горнов и громадными кусками шлака.
Раскопки открыли остатки многочисленных сооружений из сырцового и обожжённого кирпича квадратной формы: многокомнатных жилых домов, медресе, мечетей и мавзолеев, украшенных глазированной (голубой, зелёной, красной или жёлтой окраски) плиткой, майоликой, мозаикой, рельефными надписями. Иногда глазированная плитка украшалась цветочным и растительным орнаментом. Дома знати, общественные здания и мавзолеи покрывала мозаика: из мелких глазированных кусочков создавались разнообразные узоры в виде звёзд, цветных зигзагов и других геометрических фигур. Мозаику помещали на карнизы зданий, косяки дверей и окон, стены и полы. Стены мечетей и медресе, кроме того, украшались рядами глазированных плиток (тёмно-синими или голубыми) с цитатами, взятыми из Корана (арабской вязью белого или чёрного цвета). Также при строительстве домов богачей использовался естественный камень, доставляемый издалека.
При строительстве домов бедных кварталов (прямоугольные дома из двух-трёх комнат) применялся квадратный кирпич-сырец. Чаще в подобных домах были глинобитные полы, реже — из обожжённого кирпича. Иногда в полу цветными глазированными кирпичами выделялось в виде квадрата место проведения намаза. Вдоль стен располагались широкие и узкие глиняные выступы-возвышения — под кровати и лавки. Топка находилась в сенях, полы были тёплыми, благодаря наличию под ними дымоходов. Лицевая сторона дома была обращена во двор, на узкую же улицу же выходила длинная глухая стена.
Найдены остатки подземного керамического водопровода. Он имел в длину 648 метров, состоял из цилиндрических труб, уложенных в траншею из обожённого кирпича, и был направлен с севера-запада на юго-восток. По крутому склону левого берега Кумы, в северной части города, шла широкая лестница, выложенная большими белыми изразцовыми плитами. По ней можно было спускаться в нижнюю часть города, в долину Кумы.
Существовала в городе и общественная баня.
Только для Маджара был типичен «мавзолей-колпак» («каменная юрта») — один из трёх архитектурных стилей мавзолеев, встреченных здесь. Это восьмигранная в плане усыпальница с цилиндрическим стволом, пирамидально суживающимся к верху восемью гранями в остроконечном своде. Общая высота мавзолея была более 18 метров, толщина стен около 1 метра. Вход оформлен в виде стрельчатой арки. Нигде в мире больше нет подобной архитектуры.

## Ремёсла и торговля

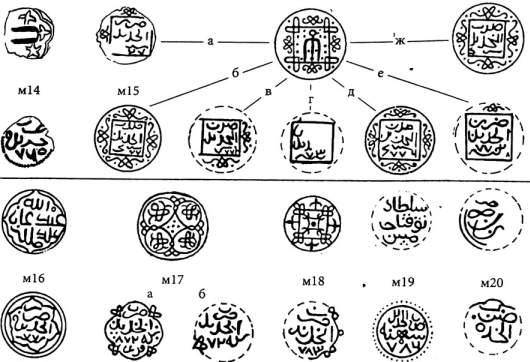
Образцы монет местной чеканки

Во время раскопок домов в долине Кумы было найдено много орудий сельскохозяйственного труда: каменные жернова разных размеров, крупные цилиндрические камни — волокуши для обмолота хлеба, серпы, лемеха, косы и прочее, что говорит о развитии сельского хозяйства в регионе. На прилегающих к городу территориях использовалась среднеазиатская, «чигирная» (при помощи колеса-водоподьёмника), система орошения.
Маджар был крупнейшим центром гончарного производства. Местными ремесленниками производилась высококачественная цветная керамическая посуда самых разнообразных форм, расписанная изображениями древесных ветвей, птиц, рыб, арабскими письменами и покрытая сверху тонким слоем глазури.
Жили здесь и ремесленники по выработке кирпича, а также каменщики, участвовавшие в строительстве крупных городских объектов. Строили качественно, на века. Мастерские резчиков по камню изготовляли резные плитки для украшения богатых зданий и мавзолеев, делали надмогильные плиты с орнаментами и арабскими надписями. Такие плиты обнаружены в городе в большом количестве.
Судя по наличию железистых шлаков, предполагается наличие в Маджаре кузнецов, оружейников, мастеров по выделке ножей, земледельческих орудий, металлической посуды, замочков в виде конька, популярных в городах Золотой Орды.
Помимо прочих в Маджаре жили и работали резчики по кости домашних животных: ими изготовлялись многие мелкие предметы домашнего обихода — игольники, игральные кости, различные коробочки, ящички и прочее.
Наличие в городе кожевенного производства и производства по обработке шерсти допускается с большой вероятностью, так как, природные условия региона благоприятствуют развитию этих ремёсел. Однако явных следов данных производств, по причине тлетворного влияния времени, не обнаружено.
Маджар был центром пересечения караванных путей, идущих через Северный Кавказ. Подавляющее большинство найденных в городе монет было чеканено при ханах Тохте (1290—1312), Узбеке (1312—1342) и Джанибеке (1342—1357). В связи с широким денежным оборотом в обиходе повсеместно использовались маленькие глиняные копилки в форме шара с узкой прорезью сверху.
Найдено также значительное количество китайского фаянса, бронзовые китайские зеркала, посуда из Хорезма, бронзовая аптекарская ступка из Западной Европы.
На базары Маджара кочевое население близлежащих степей привозило продукты своего хозяйства: скот, шерсть, сало, молочные изделия, шкуры, лошадей, а здесь покупало всё для себя необходимое: ткани, изделия из металла, глиняную утварь, хлеб, соль и прочее.

## ПутешественникИбн Баттутао Маджаре

Примерная карта караванных путей, проходящих через древний Маджар (по Э. В. Ртвеладзе, 1974 г.)

Арабский путешественник Ибн-Баттута, посетивший Маджар в 1333 году, оставил в путевом дневнике, известном как «Подарок наблюдателям по части диковин стран и чудес путешествий», запись:

Город Маджар большой, один из лучших тюркских городов, на большой реке, с садами и обильными плодами. Мы остановились там в ските благочестивого, религиозного, престарелого шейха Мухаммеда Эльбатаиха, родом из Батиаха Иракского (…). В ските его около 70 факиров арабских, персидских, тюркских и русских, женатых и холостых. Живут они подаяниями. Жители этой страны питают большое доверие к факирам и каждую ночь приводят в скит лошадей, коров, овец. Султан и хатуни сами посещают шейха и получают от него благословения. Они расточают милостыню и раздают большие подарки, в особенности женщины, которые делают большие подаяния и творят добрые дела.
В городе Маджаре мы совершили соборную молитву, по окончании которой на амвон взошёл проповедник Иззеддин (или Медждэддин), один из правоведов и знаменитостей Бухары, у которого было множество учеников и чтецов, читавших перед ним. Он произнёс проповедь и увещания, причём присутствовали начальник города и старейшины его.

На базаре этого города я увидел еврея, который приветствовал меня и заговорил со мною по-арабски. Я спросил его, из какой он страны, и он сообщил, что он из земли Андалусской (Испании), что он прибыл оттуда сушей, а не ездил морем, и приехал через Константинополь Великий, через Румские земли и страну Черкесов. Он упомянул также, что с тех пор, как он был в Андалуссии, прошло 4 месяца. Торговцы странствующие, которые знакомы с этим делом, подтвердили правильность его слов.
В своих заметках Ибн Баттута ещё раз упоминает город Маджар, ставя его в один ряд с крупнейшими золотоордынскими городами. Характеризуя Узбек-хана, он говорит: «Владения его обширны и города велики. В числе их: Кафа, Крым, Маджар, Азов, Судак, Хорезм и столица его Сарай».

## Христианство в Маджаре
В 858 году Кирилл и Мефодий были у хазар и прошли по караванному пути через Маджар и далее — северной частью современного Ставропольского края. Каган разрешил крестить новообращённых.
На берегу реки Кумы в 1950 годах были найдены металлические кресты, по размерам приблизительно такие же, какие употребляются при богослужении в православных храмах, а это, в связи со свидетельством архитектора Алексеева, видевшего здесь в 1837 году развалины церкви с изображениями святых на стенах, вполне устанавливает существование христианства в Маджаре времён Золотой Орды.

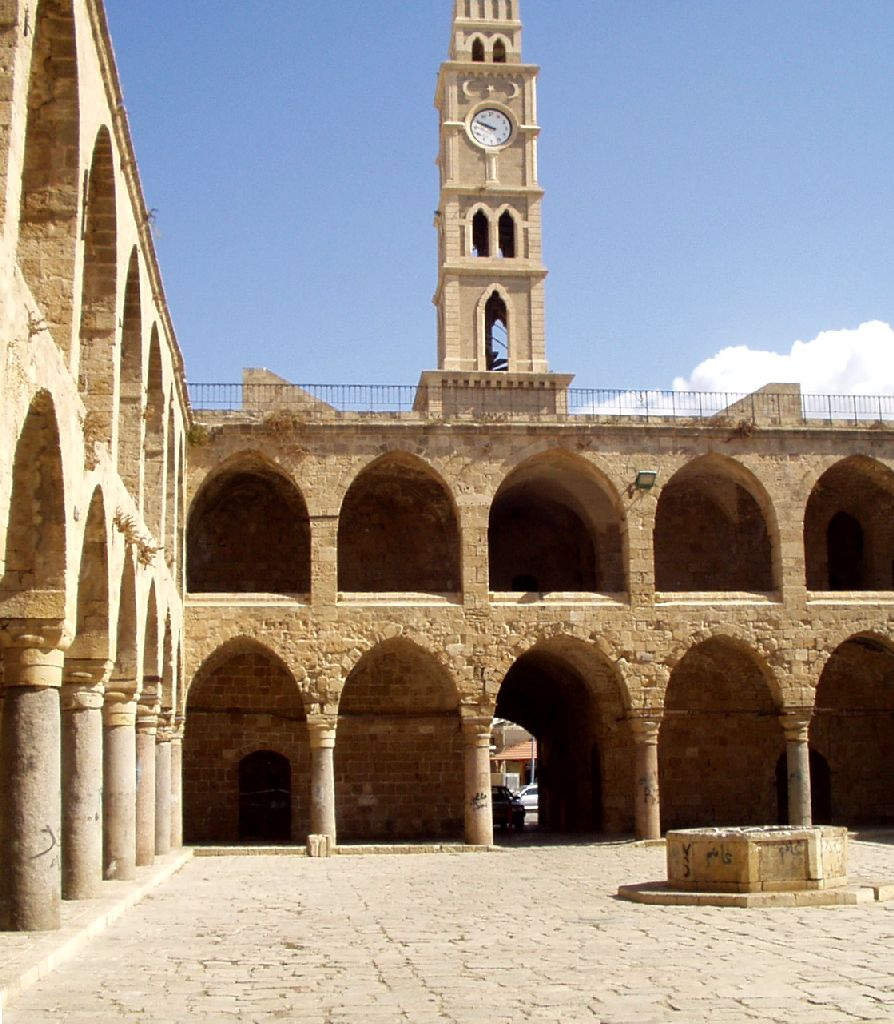
Образец восточного караван-сарая (Акко, Израиль)

Имя Маджар связано со святым князем Михаилом Тверским, замученным в 1319 г. ханом Золотой Орды Узбек-ханом. Одну ночь тело умерщвлённого князя находилось в маджарском караван-сарае. По сообщению русской летописи, купцы, знавшие покойного князя, хотели прикрыть его тело дорогими тканями и поставить в храме с честью, со свечами, но не были допущены московскими боярами Георгиевыми. Всю ночь над телом князя Михаила видели огненный сияющий столб от земли до небес. В память святого в 1884 году был построен православный мужской Мамай-Маджарский Воскресенский монастырь, разрушенный атеистами в начале 1930-х.
Согласно францисканским источникам, к началу XIV столетия в горах Северного Кавказа действовали два католических монастыря, построенных в восточном стиле. Растущее влияние католицизма побудило маджарского градоправителя Гайеретиана предложить Римскому престолу основать в городе епархию, поскольку подобные епархии уже существовали в Астрахани, городах Армении, Грузии и Крыма. По запросу Гайеретиана Иоанн XXII, который был вторым Авиньонским Папой Римским, адресовал к нему свою буллу от 3 октября 1329 года и отправил в Маджар епископа Самарканда (посвящённого из доминиканцев) Фому Манказола (Thomas Mancasole), который и положил начало Маджарской епархии. Манказол выехал из Авиньона в апреле 1330 года со ста флоринами. Добравшись морем до Судака, он, при содействии священника Кафы, прибыл в Маджар в июле. Вскоре приехал и францисканский монах Таддеус.
Папская булла содержала следующий текст:

Приветствие нашим дорогим чадам, Иеретанию и всем христианским венграм, малькайтам и аланам! Наполнило нас весьма великим и естественным счастьем, что Великий и Досточтимый Создатель, призыв которого является неизменным и обращён ко всему миру, ко всем тем, которых Он хочет взыскать в Своём милосердии, ради Его Единственного Сына, с Его любовью, которая неописуема на словах и навсегда соединила каждую отдельную христианскую семью, охватывает и Вас, кто был тронут истинной верой, научен Писанием и светом Апостольской Церкви, среди таковых из Восточных областей мира, кому предназначено принять любезность Христианства. Авиньон, 3-го октября 14-го года
Булла римского папы Бонифация IX (1389—1404) также упоминает действующую католическую кафедру в Маджаре.
В начале XV века на Северном Кавказе побывал немецкий дворянин Иоанн Шильтбергер, что нашло отражение в его записках. По пути из Дербента в Татарию Шильтбергер посетил «гористую страну Джулат, населённую большим количеством христиан, которые там имеют епископство. Священники их принадлежат к ордену кармелитов, которые не знают по-латыни, но молятся и поют по-татарски для того, чтобы их прихожане были более тверды в своей вере. Притом многие язычники принимают святое крещение, так как они понимают то, что священники читают и поют».
В 1569 году турки и крымские татары осуществили неудавшийся поход на Астрахань и отступили через голодные «Можарские поля». В «Речах» Семёна Мальцева, который находился при войске, передан рассказ татар-старожил о покинутом Маджаре, где когда-то жили «христиане… яко нашего народу быша или Пятигорцы или Грецы, зане и тии греческую веру держат».
При раскопках городища были встречены также каменные надгробные плиты с изображением христианских символов — крестов и подсвечников со свечами.

## «Маджарские» топонимы Кавказа
- Маджар-оуне — название Нижне-Архызского городища, где «оуне» — по-черкесски «дома»[18]
- Маджар — топоним в Северной Осетии
- Маджарка — гидроним в Абхазии
- маджары — название курганов в Кабардино-Балкарии
- Маджарское — солёное озеро в Ставропольском крае
- Бургун-Маджары — село в Ставропольском крае

## Хроника научных исследований

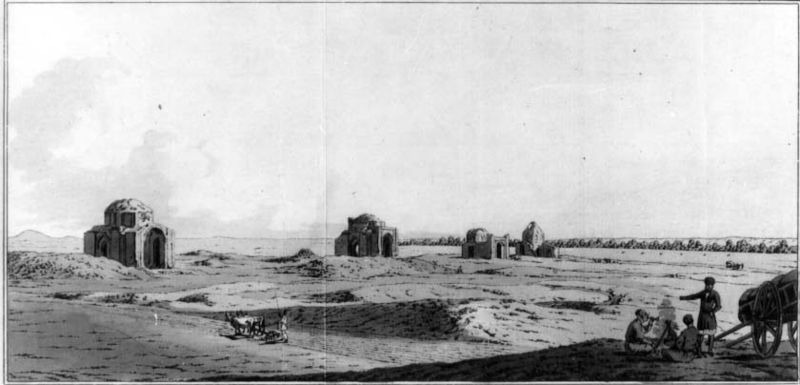
Развалины Маджара в 1793 году (рисунок П. С. Палласа)

- 1717 — местонахождение бывшего города Маджар становится известным после посещения его развалин врачом Шобером по поручению Петра I[19]. Среди исторических анекдотов, описывающих эпоху Петра I, присутствует любопытная сноска о молдавском князе Кантемире, который «начал переводить разноцветныя бумаги, найденныя в больших свёртках близ Каспийскаго моря, в развалинах древняго города „Маджары“ и в окрестностях Самарканда, отечестве знаменитаго Тамерлана; но смерть постигла его за этою работою, плоды которой были бы драгоценны для учёных».[20]
- 1723 — первое описание развалин Маджара капитаном артиллерии Иоганном-Густавом Гербером.
- 1742 — экспедиция, направленная астраханским губернатором и историком В. Н.Татищевым в составе художника Михаила Некрасова и топографа Андрея Голохвостова для зарисовки развалин и составления их плана (чертежи Голохвостова пока в архивах не обнаружены).
- 1772 — детальное описание развалин составил член Петербургской Академии наук Самуил-Готлиб Георг Гмелин (1744—1774).
- 1773 — сделал описание и составил карту Маджара член Петербургской Академии наук Иоганн-Антон Гильденштедт (1745—1781).
- 1773 — описание члена Петербургской Академии наук Иоганна Петровича Фалька (1732—1774).
- 1793 — описание и рисунки мавзолеев члена Петербургской Академии наук Петра Симона Палласа (1741—1811).
- 1798 — в Маджарах побывал почётный член Российской Академии наук граф Ян Потоцкий. 13 глава его труда «Voyage dans les steppes d’Astrakhan et du Caucase» (Paris 1829) посвящена описанию этой поездки: «Руины Маджар занимают территорию примерно до двух миль в диаметре… удалось найти среди руин кирпичи, покрытые глазурью, похожие на те, что находят в развалинах Сарая… Малые Маджары отстоят от Больших на двенадцать вёрст. Так называют группу могильных холмов, среди которых находились шесть мавзолеев, от них остался лишь фундамент…»
- 1804 — Маджар посетил и уже не застал мавзолеев член Петербургской Академии наук Яков (Исаак) Иванович Шмидт (1779—1847)
- 1808 — описание гробницы и монет при посещении Маджара членом Петербургской Академии наук Генрихом-Юлием Клапротом (1783—1835)[21]. Клапрот известен своим истолкованием названия города, услышанном от местных жителей: «Их главный город, который должен был быть великолепным, назывался Кырк Маджар, который на их языке означает „Сорок каменных зданий“ или „сорок четырёхколёсных арб“». Этот вывод не соответствует реалиям русской и тюркской лингвистики. «Мажарами» («маджарами») в южной России назывались большие четырёхколёсные телеги, своеобразные «дома на колёсах». Эта телега имеет корень в имени народа «мадьяр»(как например предмет одежды — черкеска, танец — лезгинка). Ну, а тюркское Кырк — «сорок» также могло означать «большой». Ошибочное толкование с подачи Клапрота стало авторитетным в позднейшей литературе о Маджаре[22].

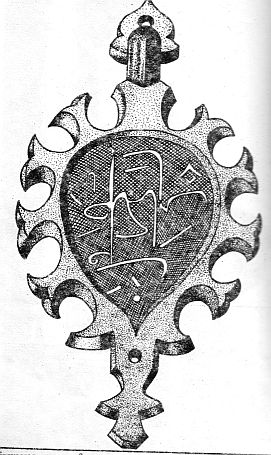
Бронзовая ручка из богатого дома (рисунок Г. М. Прозрителева). На ручке — арабская надпись: «Кто пришёл сюда, спасён будет»

- 1828 — посетил и упомянул в путевых заметках французский натуралист Шарль Годе.
- 1829 — оставил записи о Маджаре член Петербургской Академии наук Пётр Иванович Кеппен (1793—1864).
- 1830 — посещение городища Яном Шарлем де Бэссом.
- 1837 — посещение городища Карлом-Генрихом Кохом (1809—1879).
- 1841 — статья на немецком языке члена Петербургской Академии наук Карла Максимовича Бэра (1792—1876) «Старинное изображение руин Маджара».
- 1847 — французская путешественница Адель Оммер де Гелль в своей книге «Путешествие по прикаспийским степям и югу России» пишет «Лошади Реброва отвезли нас в Бургун-Маджары, имение, принадлежавшее генералу Скажинскому… Покинув Бургун-Маджары, мы пересекли местность, где в былые времена находились знаменитые Маджары, прошлое которых до сих пор — загадка для историков. От них осталось только несколько кирпичей — свидетелей их существования. Русские привезли их сюда, чтобы построить свою деревню.»[23].
- 1848 — описание городища арабистом Авраамом Самуиловичем Фирковичем (1786—1874).
- 1856 — инструментальная съёмка развалин, составление плана с описанием членом Русского географического общества Агафангелом Петровичем Архиповым (ок.1821-1875).
- 1877 — «Напоминание о древнем городе Моджаре» — П. Д. Шестаков, «Труды IV археологического съезда» (Казань, 1877).
- 1906 — статья Григория Николаевича Прозрителева (1849—1933) «Мажары, один из древнейших городов Северного Кавказа».
- 1907 — археологические раскопки под руководством члена Московского археологического общества Василия Алексеевича Городцова (1860—1945).
- 1910 — статья Г. Н. Прозрителева «Развалины древнего хазарского города Мажары».
- 1925 — раскопки сотрудников Ставропольского краеведческого музея.
- 1927 — посещение необследованной ещё части Маджара членом Ставропольской этнолого-археологической комиссии Ф. Маметхановым.
- 1940 — раскопки под руководством Татьяны Максимовны Минаевой (1896—1973).
- 1953 — очерк Т. М. Минаевой «Золотоордынский город Маджар».
- 1960 — раскопки археологов А. Л. Нечитайло и Е. Е. Ивашова.
- 1961 — инженер Н. П. Ивлев передал в дар Ставропольскому краеведческому музею личную коллекцию маджарских артефактов.
- 1961—1970 — Эдвард Васильевич Ртвеладзе с группой сотрудников совершил около 20 выездных раскопок.
- 1962 — раскопки археологов Л. И. Лаврова, А. Л. Нечитайло, Н. Г. Волкова.
- 1965—1974 — периодические публикации Э. В. Ртвеладзе в журнале «Советская археология».
- 1967 — статья научного сотрудника института этнографии АН СССР В. П. Алексеева «Антропологический состав средневекового города Маджара и происхождение балкарцев и карачаевцев»
- 1972 — статья Натальи Григорьевны Волковой «Маджары. Из истории городов Северного Кавказа».
- 1989—1991 — раскопки археологической экспедиции кафедры археологии МГУ.
- 1993—1994 — продолжение работы археологической экспедиции кафедры археологии МГУ на средства Российского Гуманитарного Научного фонда. В берегу Кумы была обнаружена мощная стена из сырцового кирпича длиной около 10 м.[24]
- 1995 — публикация М. Г. Крамаровского «Драконоборец из Маджар» // «Эрмитажные чтения 1986—1994 памяти В. Г. Луконина» (Санкт-Петербург)[25].
- 2004 — XXIII Крупновские чтения по археологии Северного Кавказа в Москве. Доклад Бабенко В. А. «Погребальный обряд населения г. Маджара (по материалам раскопок на городском кладбище)»[26]
- 2008 — вышел 6 том сборника статей «Степи Европы в эпоху средневековья», выпущенный Институтом археологии НАН Украины и Донецким национальным университетом. В статье В. П. Лебедева и В. М. Павленко «Монетное обращение золотоордынского города Маджар» рассмотрен комплекс, состоящий из 4350 монет, собиравшихся на городище с 1967 года, к которому в 2004—2005 гг. добавилось ещё около 500 монет. В коллекции представлена продукция 18 монетных дворов Золотой Орды. По времени обращения монет определена государственная принадлежность Маджара в разные периоды его существования[27].